# Ялда
Ялда (на персийски: یلدا) или Шаб-е Ялда (на персийски: شب یلدا – нощта на Ялда) е древен ирански празник, чиято традиция продължава до днес. Ялда се отбелязва през най-дългата нощ на годината, по време на зимното слънцестоене в северното полукълбо. Според иранския календар това е нощта срещу първия ден на месец дей, от който започва зимата. Празникът има и други названия – Шаб-е Челе (на персийски: شب چلّه – нощта на четиридесетте) и Зайешмехр (на персийски: زایش مهر – раждане на Мехр). Ялда е езически празник и съществува отпреди навлизането на ислямската религия в Иран. Въпреки това обичаят се подкрепя от ислямската теократична власт в съвременния Иран, тъй като се разглежда като елемент от националната култура. От 2008 г. празникът е включен в списъка на Националното наследство на Иран.

## Произход и история
Думата ялда е от арамейски произход и означава раждане. Празникът е свързан с култа към бога на слънцето Митра и отбелязва неговия рожден ден. Според легендата богът Митра (на персийски Мехр) се ражда през най-дългата нощ на годината. След тази нощ денят почва да расте и Ялда символизира победата на слънцето над тъмнината. Названието на празника Зайешмехр е персийският вариант на името и означава „раждане на Мехр“. В Иран има и друг празник, посветен на Митра – Мехреган (на персийски: مهرگان), с който се отбелязва именният ден на Митра.
Според една от легендите Митра е роден от светлината, идваща от планина Алборз. Древните иранци са прекарвали нощта на Ялда в пещерите на планината с надеждата при разсъмване да станат свидетели на чудо.
Ялда се възприема и като нощта на борбата между злото и доброто, олицетворени от зороастрийските богове Ахура Мазда и Ариман. Краят на най-дългата нощ и изгревът на слънцето символизират победата на светлите сили.
Названието Шаб-е Челе (нощта на четиридесетте) отразява иранския обичай годината да се състои не само от сезони, но и да съдържа периоди, наричани челе (на персийски: چلّه – четиридесет). Такива периоди има три – един летен и два зимни, като независимо от името им те не всички са 40-дневни. Шаб-е Челе отбелязва първия ден на зимния 40-дневен период, който започва от 1 дей (21 декември) и завършва на 11 бахман (30 януари). Това название на празника отразява неговата сезонна същност, свързана с приключването на земеделските дейности по събирането на реколтата.
След падането на Сасанидската империя и ислямизацията на Иран религиозното значение на Ялда се губи, но многовековната традиция на празника се запазва.

## Ритуали и обичаи
Основният ритуал е свързан с храната през празничната нощ. Традиционно трапезата трябва да съдържа сушени плодове и смес от ядки, символизиращи запасите за предстоящите зимни месеци. На масата е задължително наличието на диня. Дини по това време се продават масово навсякъде, не само по магазините. Смята се, че нейното консумиране предпазва от болести за цяла година. Другият плод, който традиционно присъства на трапезата, е нарът. Сервира се също червено грозде. Червеният цвят на тези плодове се асоциира с пурпурната зора и блясъка на живота и символизира великолепието на Митра. От ядките се предлагат орехи, шам-фъстъци, бадеми, лешници, тиквени и слънчогледови семки, нахут – тяхното консумиране носи благополучие. Подборът на храните не е случаен, а символично балансира климатичните характеристики на сезоните: динята и киселото мляко се разглеждат от иранците като „студени“ храни и затова се смятат за лек срещу предстоящите горещини на лятото; халвата и фурмите спадат към „топлите“ храни и с тях се преодолява студът на зимата.
В съвременен Иран празникът широко се отразява от пресата и медиите. В семейната среда той се отбелязва със събиране на роднините в дома на най-възрастния член на семейството. Той разрязва динята и раздава резените на присъстващите – ритуал, символизиращ премахването на всички болести. В двора се пали огън, помещението е осветено, на масата се слагат запалени свещи – символи за прогонване на злите сили. Гощавката се съпровожда с разказване на весели истории, шеги и анекдоти. Традиционно се четат стихове на Хафез, чиито сборници притежава почти всяко иранско семейство. Книгата с тези стихове стои на масичката с украсата за празника. Разпространен обичай през тази нощ е да се гадае по стиховете на Хафез.
Макар да не е официален празник, Ялда се чества от всички етнически групи в Иран, като някои от провинциите имат свои специфични обичаи. В провинциите на Хорасан е прието да се ходи с лампа в ръка на гости. В северните райони на Иран по време на празника се отделя специално внимание на младоженците. Младоженците поднасят на своите булки плата с плодове и подаръци. В Азербайджан се поднася плато с диня, което е обгърнато с червен шал. В Гилан и Мазандаран се поднася плато с риба.
Ялда е нощ на радостта и веселието и се празнува до разсъмване.